# Walter Hofmann
Walter Hofmann (* 26. září 1949 Sömmerda, Durynsko) je bývalý východoněmecký vodní slalomář, kanoista závodící v kategorii C2. Jeho partnerem v lodi byl Rolf-Dieter Amend, od roku 1976 závodil v deblkánoi s Jürgenem Kalbitzem.
Na mistrovstvích světa získal dvě zlaté (C2 – 1977; C2 družstva – 1971, 1975) a jednu stříbrnou medaili (C2 – 1971). Na Letních olympijských hrách 1972 jeho loď zvítězila v individuálním závodě C2.